# Cantonul Oloron-Sainte-Marie-1
Cantonul Oloron-Sainte-Marie-1 este un canton francez din departamentul Pyrénées-Atlantiques.

## Istorie
Un nou decupaj teritorial al departamentului Pyrénées-Atlantiques a intrat în vigoare în 2015. Acesta a fost definit prin decretul din 25 februarie 2014, în aplicarea legilor din 17 mai 2013 (legea organică 2013-402 și legea 2013-403).
Cantonul Oloron-Sainte-Marie-1 este format dintr-o parte a comunei Oloron-Sainte-Marie și din comunele fostelor cantoane Accous (13 comune), Oloron-Sainte-Marie-Ouest (10 comune), Aramits (6 comune), Oloron-Sainte-Marie-Est (3 comune) și Navarrenx (1 comună). Este situat în întregime în arondismentul Oloron-Sainte-Marie, iar centrul cantonal se află în Oloron-Sainte-Marie.

## Compoziție
- Oloron-Sainte-Marie - partea comunei situată pe malul stâng al Gave d'Aspe și Oloron. (reședință)
- Accous
- Agnos
- Ance Féas
- Aramits
- Aren
- Arette
- Asasp-Arros
- Aydius
- Bedous
- Bidos
- Borce
- Cette-Eygun
- Escot
- Esquiule
- Etsaut
- Eysus
- Géronce
- Geüs-d'Oloron
- Gurmençon
- Issor
- Lanne-en-Barétous
- Lées-Athas
- Lescun
- Lourdios-Ichère
- Lurbe-Saint-Christau
- Moumour
- Orin
- Osse-en-Aspe
- Préchacq-Josbaig
- Saint-Goin
- Sarrance
- Urdos

## Date demografice
În 2021, cantonul avea 19.842 locuitori, înregistrând o scădere cu −2,08% față de 2015 (Pyrénées-Atlantiques: +3,43%, Franța fără Mayotte: +5,44%).